# Grand Prix Bahrajnu 2012
Grand Prix Bahrajnu 2012 (oficiálně 2012 Formula 1 Gulf Air Bahrain Grand Prix) se jela na okruhu Bahrain International Circuit nedaleko města Sachír v Bahrajnu dne 22. dubna 2012. Závod byl čtvrtým v pořadí v sezóně 2012 šampionátu Formule 1.

## Kvalifikace
| Poř.                       | No. | Jezdec             | Konstruktér          | Časy v kvalifikaci | Časy v kvalifikaci | Časy v kvalifikaci | Pořadí na startu |
| Poř.                       | No. | Jezdec             | Konstruktér          | Q1                 | Q2                 | Q3                 | Pořadí na startu |
| -------------------------- | --- | ------------------ | -------------------- | ------------------ | ------------------ | ------------------ | ---------------- |
| 1                          | 1   | Sebastian Vettel   | Red Bull-Renault     | 1:34.308           | 1:33.527           | 1:32.422           | 1                |
| 2                          | 4   | Lewis Hamilton     | McLaren-Mercedes     | 1:34.813           | 1:33.209           | 1:32.520           | 2                |
| 3                          | 2   | Mark Webber        | Red Bull-Renault     | 1:34.015           | 1:33.311           | 1:32.637           | 3                |
| 4                          | 3   | Jenson Button      | McLaren-Mercedes     | 1:34.792           | 1:33.416           | 1:32.711           | 4                |
| 5                          | 8   | Nico Rosberg       | Mercedes             | 1:34.588           | 1:33.219           | 1:32.821           | 5                |
| 6                          | 16  | Daniel Ricciardo   | Toro Rosso-Ferrari   | 1:33.988           | 1:33.556           | 1:32.912           | 6                |
| 7                          | 10  | Romain Grosjean    | Lotus-Renault        | 1:34.041           | 1:33.246           | 1:33.008           | 7                |
| 8                          | 15  | Sergio Pérez       | Sauber-Ferrari       | 1:33.814           | 1:33.660           | 1:33.394           | 8                |
| 9                          | 5   | Fernando Alonso    | Ferrari              | 1:34.760           | 1:33.403           | Bez času           | 9                |
| 10                         | 11  | Paul di Resta      | Force India-Mercedes | 1:34.624           | 1:33.510           | Bez času           | 10               |
| 11                         | 9   | Kimi Räikkönen     | Lotus-Renault        | 1:34.552           | 1:33.789           |                    | 11               |
| 12                         | 14  | Kamui Kobajaši     | Sauber-Ferrari       | 1:34.131           | 1:33.806           |                    | 12               |
| 13                         | 12  | Nico Hülkenberg    | Force India-Mercedes | 1:34.601           | 1:33.807           |                    | 13               |
| 14                         | 6   | Felipe Massa       | Ferrari              | 1:34.372           | 1:33.912           |                    | 14               |
| 15                         | 19  | Bruno Senna        | Williams-Renault     | 1:34.466           | 1:34.017           |                    | 15               |
| 16                         | 20  | Heikki Kovalainen  | Caterham-Renault     | 1:34.852           | 1:36.132           |                    | 16               |
| 17                         | 18  | Pastor Maldonado   | Williams-Renault     | 1:34.639           | Bez času           |                    | 21               |
| 18                         | 7   | Michael Schumacher | Mercedes             | 1:34.865           |                    |                    | 22               |
| 19                         | 17  | Jean-Éric Vergne   | Toro Rosso-Ferrari   | 1:35.014           |                    |                    | 17               |
| 20                         | 21  | Vitalij Petrov     | Caterham-Renault     | 1:35.823           |                    |                    | 18               |
| 21                         | 25  | Charles Pic        | Marussia-Cosworth    | 1:37.683           |                    |                    | 19               |
| 22                         | 22  | Pedro de la Rosa   | HRT-Cosworth         | 1:37.883           |                    |                    | 20               |
| 23                         | 24  | Timo Glock         | Marussia-Cosworth    | 1:37.905           |                    |                    | 23               |
| 24                         | 23  | Narain Karthikeyan | HRT-Cosworth         | 1:38.314           |                    |                    | 24               |
| 107% času vítěze: 1:40.380 |     |                    |                      |                    |                    |                    |                  |
| Zdroj:                     |     |                    |                      |                    |                    |                    |                  |

Poznámky
1. 1 2  Pastor Maldonado a Michael Schumacher obdrželi trest posunu o 5 míst vzad za neplánovanou výměnu převodovky.

## Závod
| Poř.   | No. | Jezdec             | Konstruktér          | Počet kol | Čas/Odstoupení | Pořadí na startu | Body |
| ------ | --- | ------------------ | -------------------- | --------- | -------------- | ---------------- | ---- |
| 1      | 1   | Sebastian Vettel   | Red Bull-Renault     | 57        | 1:35:10.990    | 1                | 25   |
| 2      | 9   | Kimi Räikkönen     | Lotus-Renault        | 57        | +3.333         | 11               | 18   |
| 3      | 10  | Romain Grosjean    | Lotus-Renault        | 57        | +10.194        | 7                | 15   |
| 4      | 2   | Mark Webber        | Red Bull-Renault     | 57        | +38.788        | 3                | 12   |
| 5      | 8   | Nico Rosberg       | Mercedes             | 57        | +55.460        | 5                | 10   |
| 6      | 11  | Paul di Resta      | Force India-Mercedes | 57        | +57.543        | 10               | 8    |
| 7      | 5   | Fernando Alonso    | Ferrari              | 57        | +57.803        | 9                | 6    |
| 8      | 4   | Lewis Hamilton     | McLaren-Mercedes     | 57        | +58.984        | 2                | 4    |
| 9      | 6   | Felipe Massa       | Ferrari              | 57        | +1:04.999      | 14               | 2    |
| 10     | 7   | Michael Schumacher | Mercedes             | 57        | +1:11.490      | 22               | 1    |
| 11     | 15  | Sergio Pérez       | Sauber-Ferrari       | 57        | +1:12.702      | 8                |      |
| 12     | 12  | Nico Hülkenberg    | Force India-Mercedes | 57        | +1:16.539      | 13               |      |
| 13     | 14  | Kamui Kobajaši     | Sauber-Ferrari       | 57        | +1:30.334      | 12               |      |
| 14     | 17  | Jean-Éric Vergne   | Toro Rosso-Ferrari   | 57        | +1:33.723      | 17               |      |
| 15     | 16  | Daniel Ricciardo   | Toro Rosso-Ferrari   | 56        | +1 kolo        | 6                |      |
| 16     | 21  | Vitalij Petrov     | Caterham-Renault     | 56        | +1 kolo        | 18               |      |
| 17     | 20  | Heikki Kovalainen  | Caterham-Renault     | 56        | +1 kolo        | 16               |      |
| 18     | 3   | Jenson Button      | McLaren-Mercedes     | 55        | Zavěšení       | 4                |      |
| 19     | 24  | Timo Glock         | Marussia-Cosworth    | 55        | +2 kola        | 23               |      |
| 20     | 22  | Pedro de la Rosa   | HRT-Cosworth         | 55        | +2 kola        | 20               |      |
| 21     | 23  | Narain Karthikeyan | HRT-Cosworth         | 55        | +2 kola        | 24               |      |
| 22     | 19  | Bruno Senna        | Williams-Renault     | 54        | Vibrace        | 15               |      |
| Ret    | 18  | Pastor Maldonado   | Williams-Renault     | 25        | Defekt         | 21               |      |
| Ret    | 25  | Charles Pic        | Marussia-Cosworth    | 24        | Motor          | 19               |      |
| Zdroj: |     |                    |                      |           |                |                  |      |

Poznámky
1. 1 2  Jenson Button a Bruno Senna odstoupili ze závodu, ale byli klasifikováni, protože odjeli více než 90 % délky závodu.

## Průběžné pořadí po závodě
Pohár jezdců
|   | Pořadí | Jezdec           | Body |
| - | ------ | ---------------- | ---- |
| 4 | 1      | Sebastian Vettel | 53   |
| 1 | 2      | Lewis Hamilton   | 49   |
| 1 | 3      | Mark Webber      | 48   |
| 2 | 4      | Jenson Button    | 43   |
| 2 | 5      | Fernando Alonso  | 43   |

Pohár konstruktérů
|   | Pořadí | Konstruktér      | Body |
| - | ------ | ---------------- | ---- |
| 1 | 1      | Red Bull-Renault | 101  |
| 1 | 2      | McLaren-Mercedes | 92   |
| 3 | 3      | Lotus-Renault    | 57   |
| 1 | 4      | Ferrari          | 45   |
|   | 5      | Mercedes         | 37   |